# Patricia van Lubeck

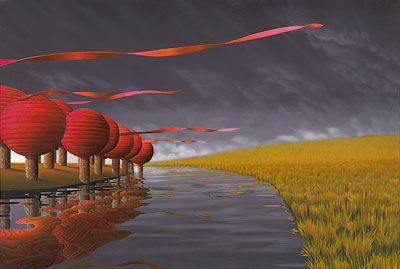
Tilia ora (2006), olieverf op canvas, 120x80 cm.

Patricia van Lubeck  (Amsterdam, 6 juli 1965) is een Nederlands beeldend kunstenares.
Na jaren als boekhouder gewerkt te hebben, besloot Patricia van Lubeck in 2000 kunstschilderen tot haar beroep te maken. Ze is een autodidact die werkt in een stijl die verwant is met het magisch realisme. Haar onderwerpen zijn hoofdzakelijk gedetailleerd geschilderde landschappen die zij ‘psychedelische tuinen’ noemt. Haar werk bestaat uit olieverf schilderijen, illustraties en sculpturen.
Sinds 2005 woont en werkt Patricia van Lubeck in Nieuw-Zeeland en exposeerde ze in Nederland, Luxemburg, Engeland, Portugal, Taiwan, Hongkong, Australië en Nieuw-Zeeland.
In 2010 ontving ze een beurs van de Pollock-Krasner Foundation (Artikel in Engelstalige Wikipedia) uit New York.